# Navalakademisk förening
Navalakademisk förening är en sällskapsklubb för officerare i svenska marinen med anknytning till ett universitet. Föreningarnas namn utgörs av att ordet "sjö" kombinerats med hela eller delar av namnet på orten för lärosätet. 1964 grundades den första navalakademin, SjöLund.
Ursprungligen var endast sjöofficerare välkomna som medlemmar men idag består UppSjö, Sjöborg och InSjö även av officerare från såväl amfibiekåren som flottan.
Verksamheten består huvudsakligen av umgänge i en sjömilitär tradition. Det förekommer dock inslag av försvarsupplysningskaraktär. Föreningarna bedriver ett mycket omfattande inbördes utbyte, i synnerhet i samband de baler som årligen arrangeras. 
Föreningarnas dagliga arbete leds av en flaggen (från flottans benämning på sjögående stab), vilken närmast kan liknas vid en styrelse. Flaggen leds av en flaggkapten. Verksamheten övervakas av en inspector, vanligtvis en av flottans aktivt tjänstgörande amiraler. 
Flaggkaptener emeriti inom en navalakademisk förening bildar ett nationellt flaggkaptenitetskollegium. 
Med två till tre års mellanrum sammanträder det internationella flaggkaptenitetskollegiet, bestående av flaggkaptener - sittande och emeriti - från de fem etablerade svenska navalakademierna. Magnus Odin, Flaggkapten emeritus i SjöHOLM, är initiativtagare till det internationella flaggkaptenitetskollegiet.
Nu för tiden finns navalakademiska föreningar i
- Lund (SjöLund)
- Stockholm (SjöHolm)
- Uppsala (UppSjö)
- Göteborg (SjöBorg)
- Linköping (InSjö)

Svenska navalakademiker som är bosatta i London har bildat föreningen SjöLord, vilken har goda förbindelser med de navalakademiska föreningarna. 
År 2018 bildades GodaHoppSjö i Hermanus i Sydafrika.